# Rainer Wieland
Rainer Wieland, né le 19 février 1957 à Stuttgart, est un homme politique allemand. Membre de l'Union chrétienne-démocrate d'Allemagne (CDU), il est député européen de 1997 à 2024.

## Biographie
Pendant ses études, il est devenu membre de la Landsmannschaft Ulmia Tübingen.
Député européen à partir de 1997, Rainer Wieland devient un des quatorze vice-présidents du Parlement européen en 2009 et est réélu en 2012, 2014, 2017, 2019 et 2022.
Il préside la section allemande de l'Union des fédéralistes européens, Europa Union Deutschland.
En janvier 2019, lors d'un entretien téléphonique avec Netzpolitik.org, Wieland qualifie l'obligation de divulguer les réunions avec les lobbyistes de « connerie » et de « mauvaise décision ». Il déclare textuellement : « Si cela arrive, je ne ferai plus un seul rapport ».
Il lui est reproché d'avoir dilapidé l'argent des impôts en rénovant son espace de travail. On parle de certains travaux de luxe pour plus de 600 000 euros.